# Errahma
Errahma ou Hizb Errahma (Parti de la miséricorde) est un parti politique tunisien islamiste d'orientation salafiste dirigé par Saïd Jaziri, ancien porte-parole de la communauté musulmane au Canada.
Le parti se dit attaché au régime parlementaire, et prône l'inscription de la charia dans la Constitution.
Le parti présente des candidats sans succès aux élections législatives de 2014 puis à celles de 2019, où il remporte quatre sièges.

## Résultats électoraux
| Année | Voix   | %    | Rang | Sièges  | Gouvernements |
| ----- | ------ | ---- | ---- | ------- | ------------- |
| 2019  | 40 071 | 1,40 | 15e  | 4 / 217 | Opposition    |

## Représentation
Lors des élections législatives de 2019, le parti remporte quatre sièges à l'Assemblée des représentants du peuple :
- Salwa Ben Aycha, élue dans la première circonscription de Tunis ;
- Ahmed Ben Ayed, élu dans la circonscription de l'Ariana (jusqu'au 21 janvier 2020) ;
- Saïd Jaziri, élu dans la circonscription de Ben Arous ;
- Mouadh Ben Dhiaf, élu dans la circonscription de la Manouba (jusqu'au 21 janvier 2020).

Le 21 janvier 2020, les députés Mouadh Ben Dhiaf et Ahmed Ben Ayed annoncent leur démission du parti, accusant le secrétaire général d'autoritarisme.